# ちひろ (モデル)
ちひろ（12月23日 - ）は、日本の女性ファッションモデル、女優。

## 人物
- 趣味は料理、バレエ。
- 特技はゴルフ、ダイビング
- 家族構成は父、母、姉、妹。
- 自分の思う長所は表情豊かで様々な顔と役が出来る事。短所は真面目。
- 好きな色は赤、オレンジ、白。

## 出演

### テレビ
- お見合い結婚（2000年、フジテレビ）
- 芸術に恋して（テレビ東京）
- 秘湯ロマン（テレビ朝日）

### CM
- ソニー アイボ（2002年）
- コカ・コーラ ジョージア
- 宝酒造
- 三菱自動車 コルト（2003年）村上東奈と共演

### WEB
- 噂のMANACO（2004年）

### 舞台
- Treasure（2004年）

### ショー
- 鈴ノ屋
- やまと

### 雑誌
- ゼクシィ
- 美しいキモノ
- 和装特集